# 레인보 선 프랭크스
레인보 선 프랭크스(Rainbow Sun Francks, 1979년 12월 3일 ~ )는 캐나다의 배우이다.